# Église Notre-Dame de Bréville-sur-Mer
Pour les articles homonymes, voir Église Notre-Dame.
L'église Notre-Dame de Bréville-sur-Mer est un édifice catholique, de la 2e moitié du XIIe siècle, qui se dresse sur le territoire de la commune française de Bréville-sur-Mer, dans le département de la Manche, en région Normandie.
L'église est inscrite aux monuments historiques.

## Localisation
L'église Notre-Dame est située au sud du bourg de Bréville-sur-Mer, dans le département français de la Manche.

## Description
La nef et le chœur ont été construits dans la 2e moitié du XIIe siècle. Le chevet est rectiligne. Le chœur a été restauré au XVe siècle. L'église est repercée de grandes fenêtres aux XVIIIe et XIXe siècles. Le portail roman méridional date de la seconde moitié du XIIe siècle et le portail nord du début du XIIIe siècle.
La tour, restaurée au XVe siècle, qui ne possède qu'une seule fenêtre longue et simple se terminant par un linteau droit sur chaque face, est surmontée d'une flèche octogonale en pierre. Cette dernière possède sur chaque face une longue et étroite lucarne composée de deux colonnettes prenant appui sur la base de la flèche supportant une petite arcade et un avant-toit triangulaire. Le passage du carré à l'octogone se fait par des sortes de demi-pyramides logées dans les angles.

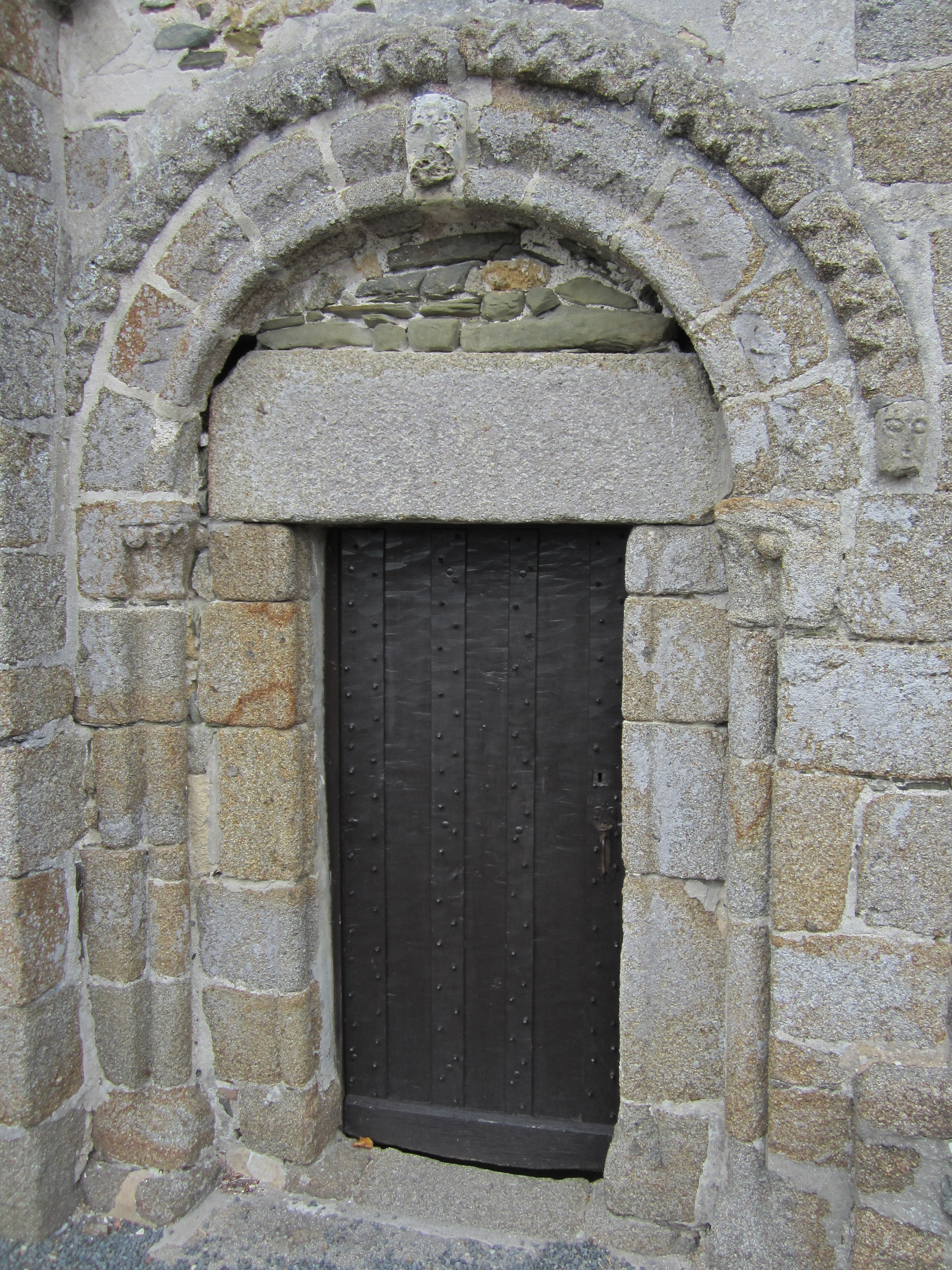
Portail méridional.
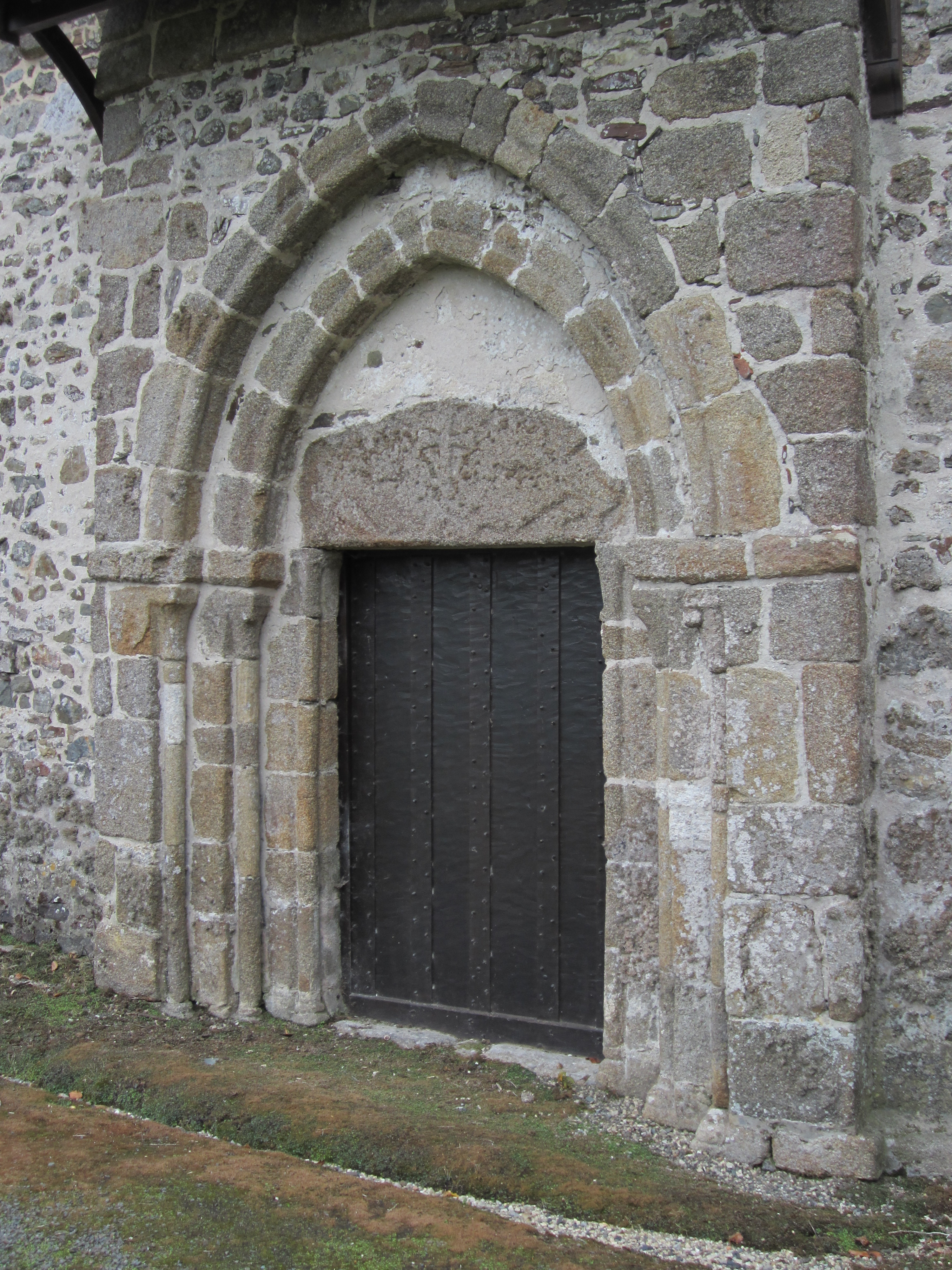
Portail septentrional.
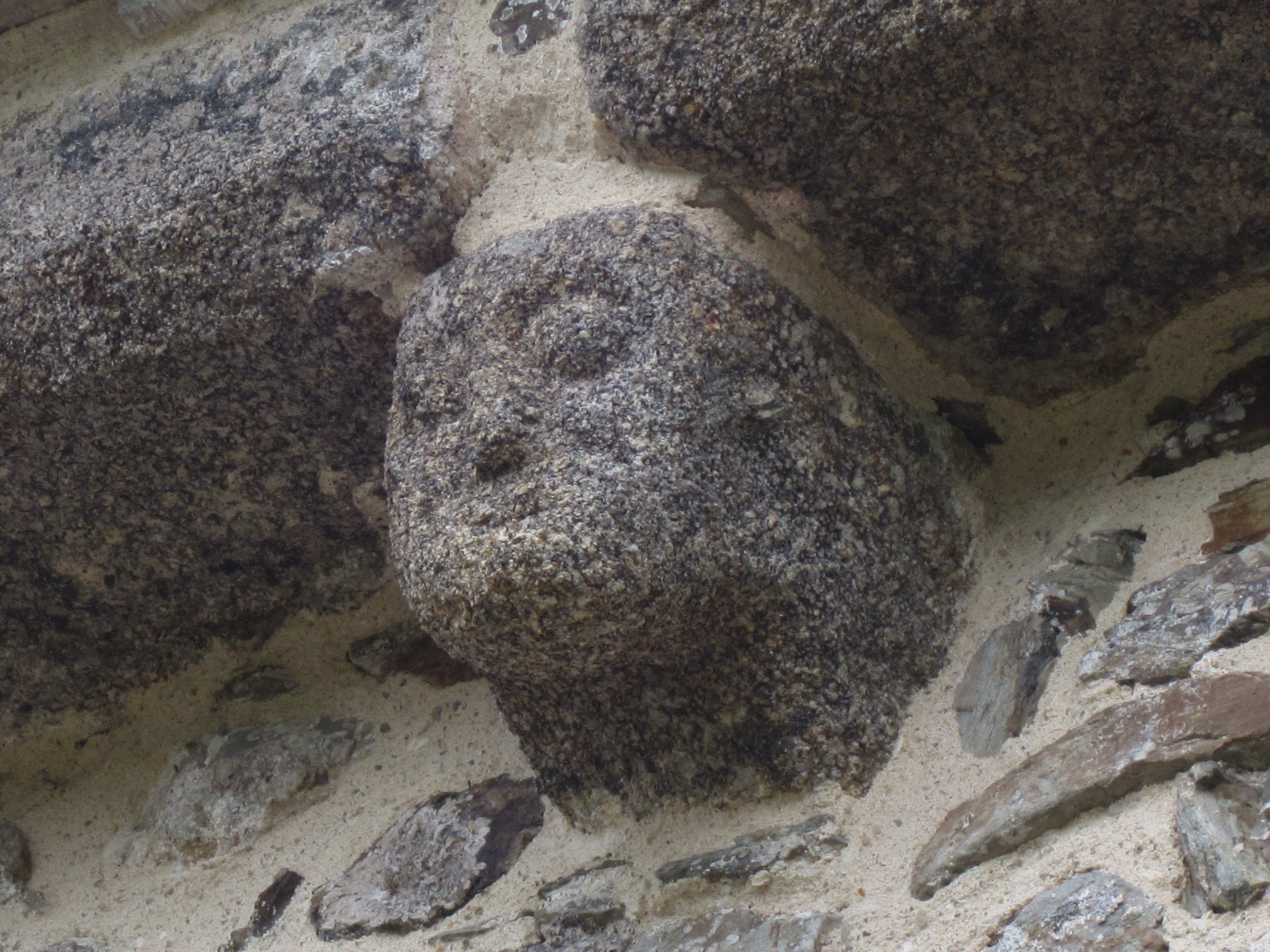
Modillon.
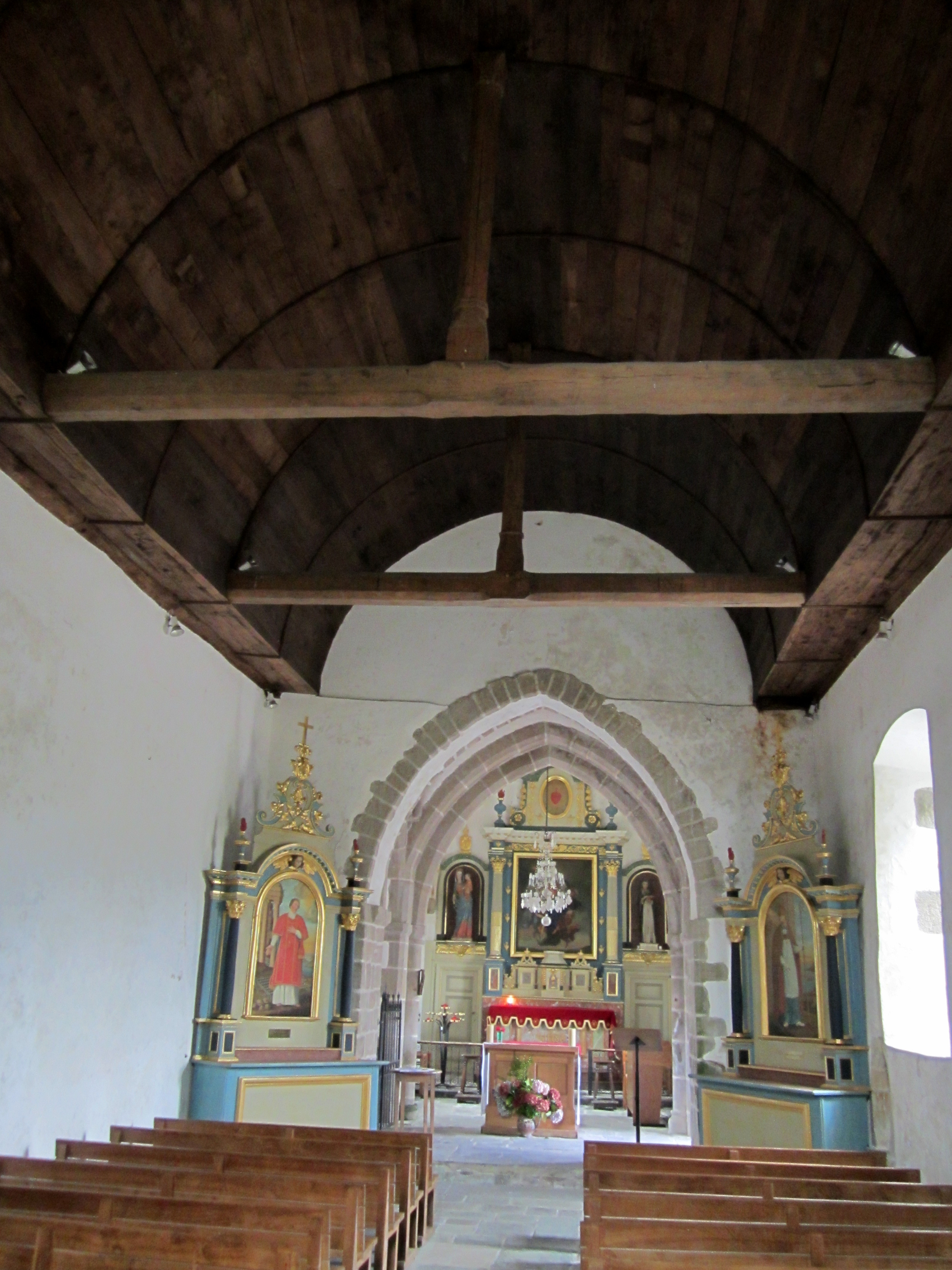
La nef.

## Protection aux monuments historiques
L'église est inscrite au titre des monuments historiques par arrêté du 11 juin 1986.

## Mobilier
L'église abrite un bas-relief du XIIe siècle, une chaire à prêcher du XVIIIe siècle, des statues : Vierge à l'Enfant (XIVe siècle), saint Hélier (XVe siècle) classés au titre objet.

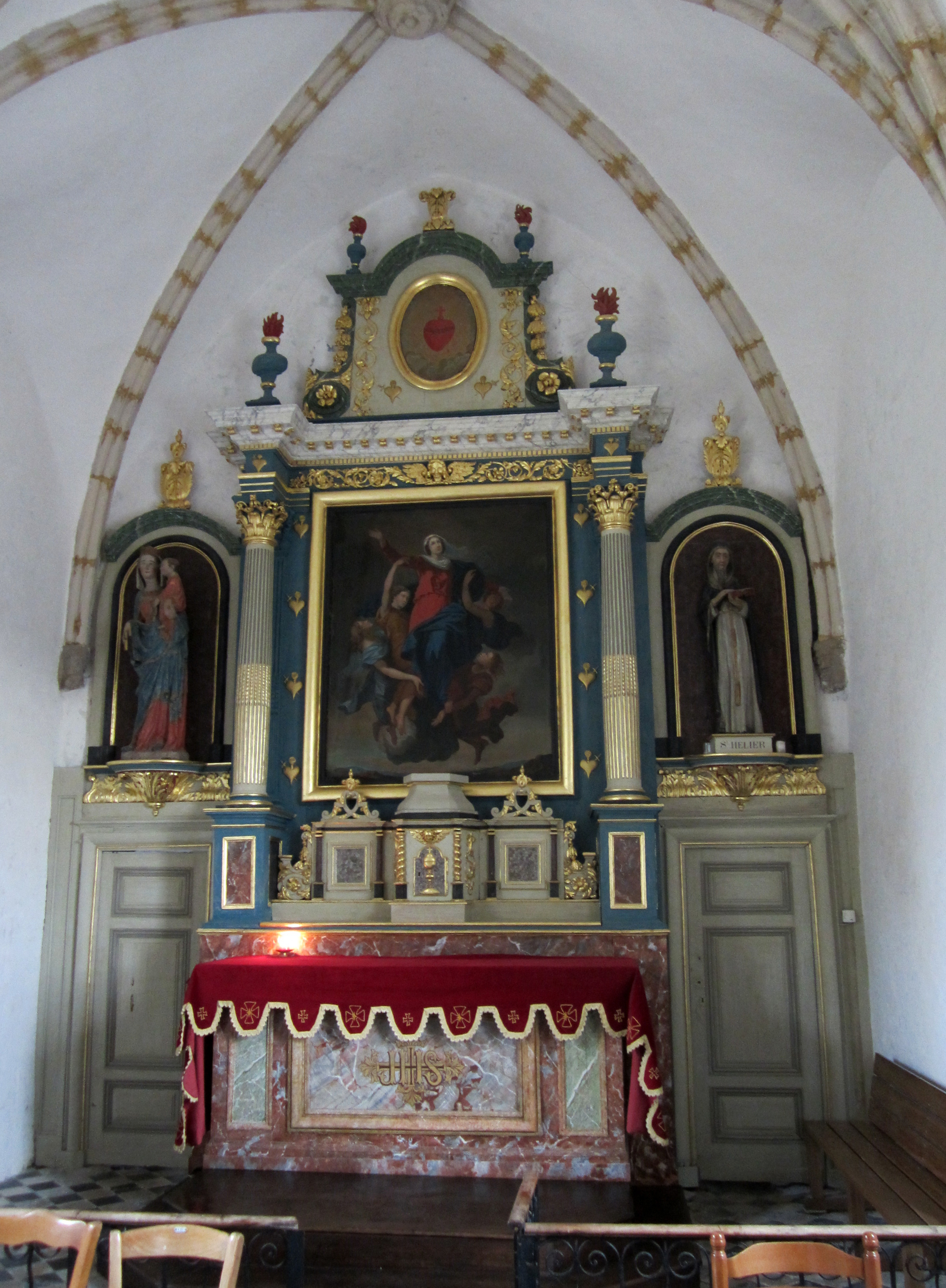
Le maitre-autel.
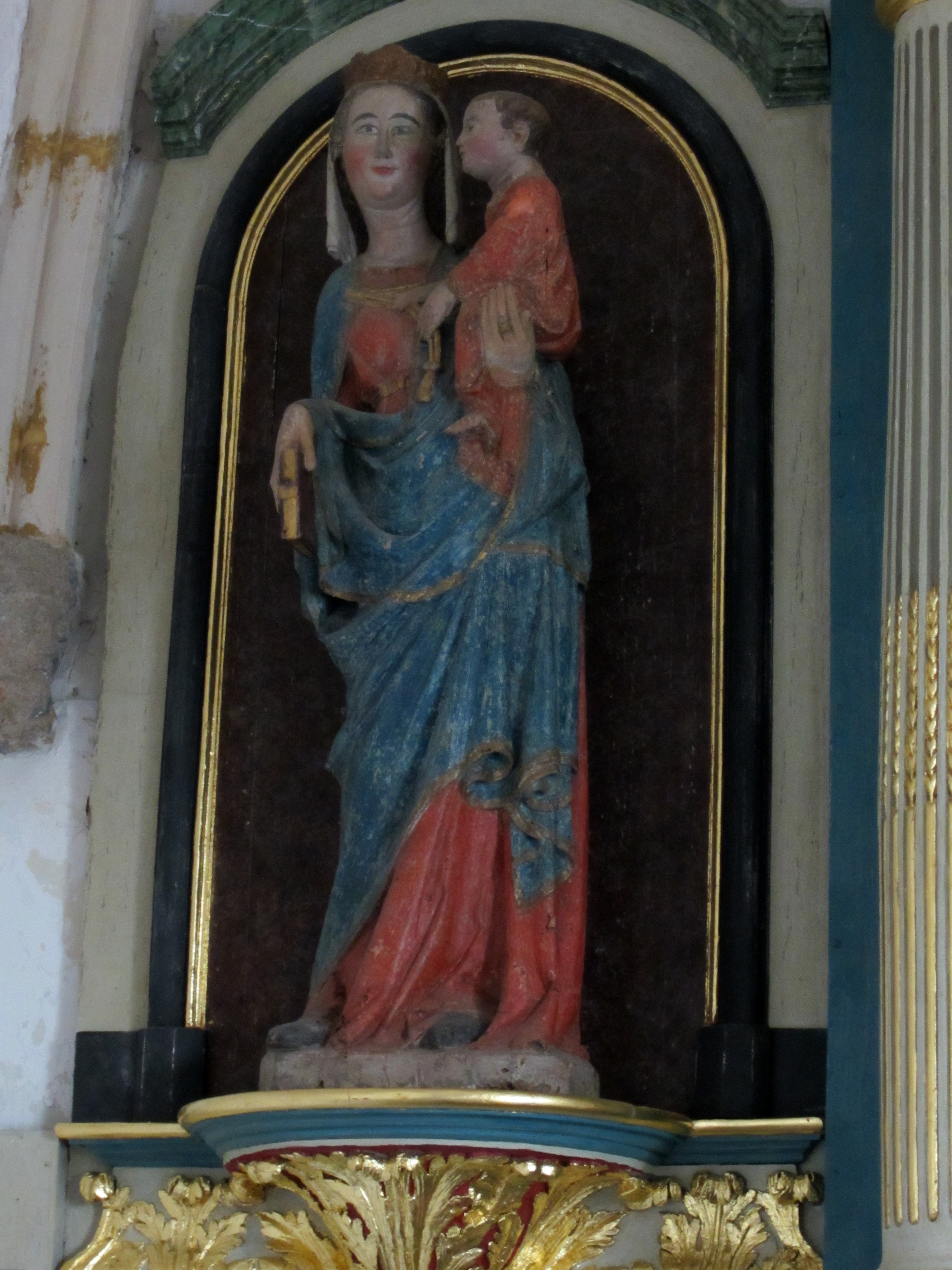
Vierge à l'Enfant.